# Luís de Freitas Branco
Luís Maria de Costa de Freitas Branco (født 12. oktober 1890 i Lissabon Portugal, død 27. november 1955) var en portugisisk komponist og musikprofessor.
Branco var Portugals vigtigste komponist i begyndelsen af det 20. århundrede. Han var med til at opbygge det portugisiske musikmiljø, og uddanne en masse fremtidige komponister. 
Han studerede som dreng violin og klaver, og tog senere til bl.a. Berlin og Paris, hvor han studerede komposition hos Engelbert Humperdinck.
Branco har komponeret 4 symfonier, orkesterværker og en violinkoncert. Han blev lærer på Lissabons musikkonservatorium i 1916 hvor han bl.a. underviste landsmanden Joly Braga Santos.
Branco studerede ligeledes Portugals barokkomponister, og producerede en bog om Portugals Kong Johan 4. af Portugal (1603-1656), som selv var en habil komponist.

## Udvalgte værker
- Symphony Nr. 1 (1924) - for orkester
- Symphony Nr. 2 (1926) - for orkester
- Symphony Nr. 3 (1944) - for orkester
- Symphony Nr. 4 (1952) - for orkester
- Violinkoncert (1916) - for violin og orkester
- "Alentejo Suite nr. 1" (1919) - for orkester
- "Alentejo Suite nr. 2" (1927) - for orkester
- "Scherzo Fantastique" (1907) - for orkester
- "Vathek" (1913) - for orkester
- Symfoniske digt (1905) - for orkester
- "Tentacoes de S.Frei Gil" (1911) - for orkester